# Тури тема
Те́ма Тури  — тема в шаховій композиції в триходовому жанрі. Суть теми — двофазний триходовий задум з чергуванням других і третіх ходів білих фігур  в кожній фазі і між фазами на два ходи чорних у кожній фазі.

## Історія

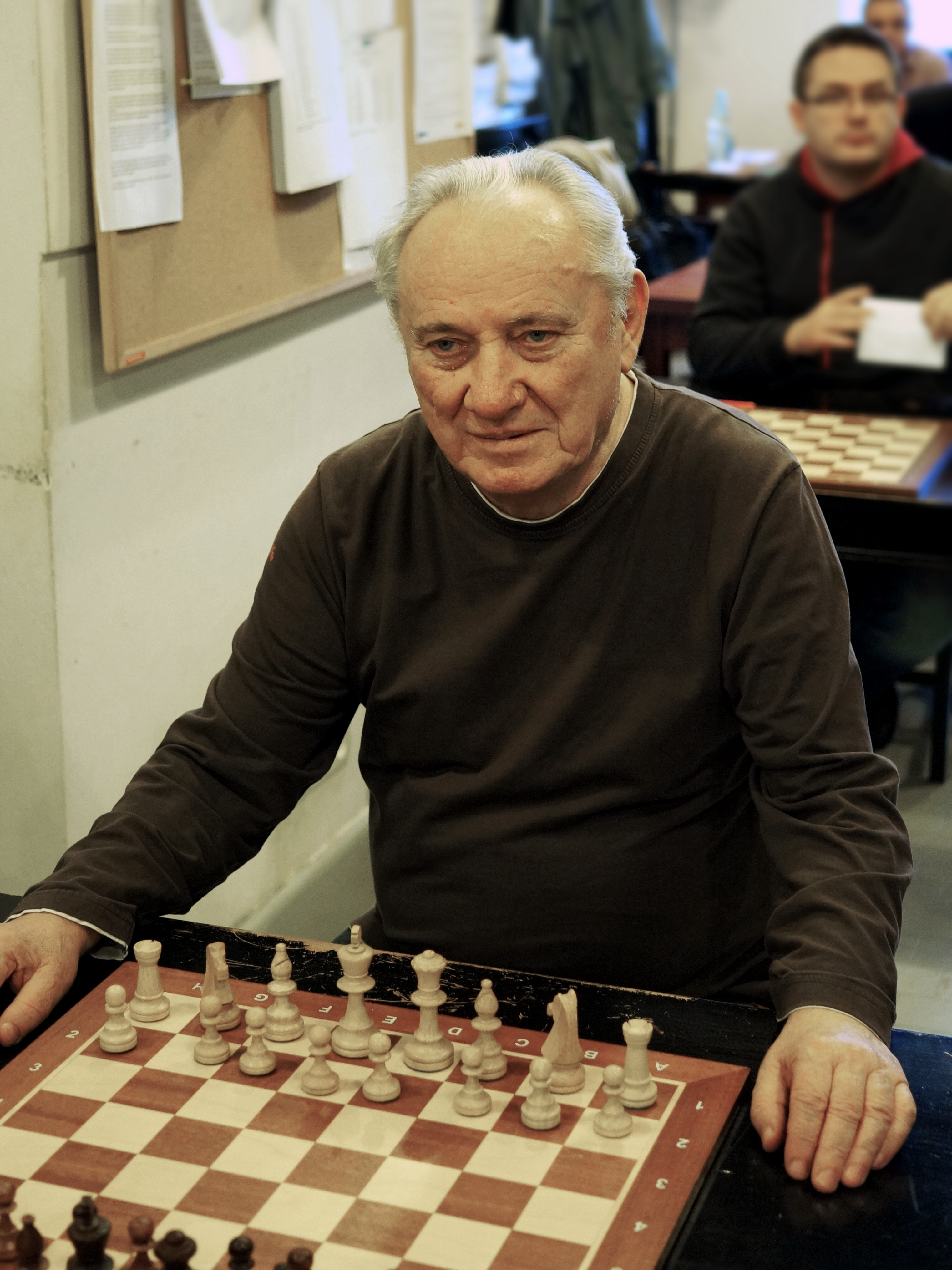
Вольдемар Тура

На цю ідею вперше опублікував задачу у 1965 році шаховий композитор з Польщі Вольдемар Тура (14.03.1942).
В триходовій задачі в двох фазах — хибній грі (ілюзорній грі) і в рішенні проходить чергування 2-го і 3-го ходів білих фігур на два захисти чорних. Причому чергування проходить так, що хід білих «А» в першій фазі є 2-м ходом  на перший захист чорних і 3-м ходом на другий захист чорних, а в другій фазі є 3-м ходом  на перший захист чорних і 2-м ходом на другий захист чорних. Аналогічна гра проходить з другим ходом білих «В».
Ідея дістала назву — тема Тури. Ця тема була запропонована в розділі триходових задач на 1-му командному турнірі ФІДЕ (1972—1975).
Алгоритм теми:
1. ... a 2. A ~ 3. B #
1. ... b 2. B ~ 3. A #
1. X !
1. ... a 2. B ~ 3. A #
1. ... b 2. A ~ 3. B #
|   | a | b | c | d | e | f | g | h |   |
| 8 | b7 чорний пішак · h7 білий король · b6 білий пішак · d6 білий слон · f6 чорний пішак · d5 білий кінь · a4 білий пішак · b4 чорний пішак · c4 чорний король · e4 білий пішак · f4 біла тура · b3 білий кінь · c3 чорний пішак · f3 біла тура · h3 чорний пішак · c2 білий пішак · f2 чорний кінь · g2 чорний слон · f1 чорний кінь · g1 чорний слон | b7 чорний пішак · h7 білий король · b6 білий пішак · d6 білий слон · f6 чорний пішак · d5 білий кінь · a4 білий пішак · b4 чорний пішак · c4 чорний король · e4 білий пішак · f4 біла тура · b3 білий кінь · c3 чорний пішак · f3 біла тура · h3 чорний пішак · c2 білий пішак · f2 чорний кінь · g2 чорний слон · f1 чорний кінь · g1 чорний слон | b7 чорний пішак · h7 білий король · b6 білий пішак · d6 білий слон · f6 чорний пішак · d5 білий кінь · a4 білий пішак · b4 чорний пішак · c4 чорний король · e4 білий пішак · f4 біла тура · b3 білий кінь · c3 чорний пішак · f3 біла тура · h3 чорний пішак · c2 білий пішак · f2 чорний кінь · g2 чорний слон · f1 чорний кінь · g1 чорний слон | b7 чорний пішак · h7 білий король · b6 білий пішак · d6 білий слон · f6 чорний пішак · d5 білий кінь · a4 білий пішак · b4 чорний пішак · c4 чорний король · e4 білий пішак · f4 біла тура · b3 білий кінь · c3 чорний пішак · f3 біла тура · h3 чорний пішак · c2 білий пішак · f2 чорний кінь · g2 чорний слон · f1 чорний кінь · g1 чорний слон | b7 чорний пішак · h7 білий король · b6 білий пішак · d6 білий слон · f6 чорний пішак · d5 білий кінь · a4 білий пішак · b4 чорний пішак · c4 чорний король · e4 білий пішак · f4 біла тура · b3 білий кінь · c3 чорний пішак · f3 біла тура · h3 чорний пішак · c2 білий пішак · f2 чорний кінь · g2 чорний слон · f1 чорний кінь · g1 чорний слон | b7 чорний пішак · h7 білий король · b6 білий пішак · d6 білий слон · f6 чорний пішак · d5 білий кінь · a4 білий пішак · b4 чорний пішак · c4 чорний король · e4 білий пішак · f4 біла тура · b3 білий кінь · c3 чорний пішак · f3 біла тура · h3 чорний пішак · c2 білий пішак · f2 чорний кінь · g2 чорний слон · f1 чорний кінь · g1 чорний слон | b7 чорний пішак · h7 білий король · b6 білий пішак · d6 білий слон · f6 чорний пішак · d5 білий кінь · a4 білий пішак · b4 чорний пішак · c4 чорний король · e4 білий пішак · f4 біла тура · b3 білий кінь · c3 чорний пішак · f3 біла тура · h3 чорний пішак · c2 білий пішак · f2 чорний кінь · g2 чорний слон · f1 чорний кінь · g1 чорний слон | b7 чорний пішак · h7 білий король · b6 білий пішак · d6 білий слон · f6 чорний пішак · d5 білий кінь · a4 білий пішак · b4 чорний пішак · c4 чорний король · e4 білий пішак · f4 біла тура · b3 білий кінь · c3 чорний пішак · f3 біла тура · h3 чорний пішак · c2 білий пішак · f2 чорний кінь · g2 чорний слон · f1 чорний кінь · g1 чорний слон | 8 |
| 7 | b7 чорний пішак · h7 білий король · b6 білий пішак · d6 білий слон · f6 чорний пішак · d5 білий кінь · a4 білий пішак · b4 чорний пішак · c4 чорний король · e4 білий пішак · f4 біла тура · b3 білий кінь · c3 чорний пішак · f3 біла тура · h3 чорний пішак · c2 білий пішак · f2 чорний кінь · g2 чорний слон · f1 чорний кінь · g1 чорний слон | b7 чорний пішак · h7 білий король · b6 білий пішак · d6 білий слон · f6 чорний пішак · d5 білий кінь · a4 білий пішак · b4 чорний пішак · c4 чорний король · e4 білий пішак · f4 біла тура · b3 білий кінь · c3 чорний пішак · f3 біла тура · h3 чорний пішак · c2 білий пішак · f2 чорний кінь · g2 чорний слон · f1 чорний кінь · g1 чорний слон | b7 чорний пішак · h7 білий король · b6 білий пішак · d6 білий слон · f6 чорний пішак · d5 білий кінь · a4 білий пішак · b4 чорний пішак · c4 чорний король · e4 білий пішак · f4 біла тура · b3 білий кінь · c3 чорний пішак · f3 біла тура · h3 чорний пішак · c2 білий пішак · f2 чорний кінь · g2 чорний слон · f1 чорний кінь · g1 чорний слон | b7 чорний пішак · h7 білий король · b6 білий пішак · d6 білий слон · f6 чорний пішак · d5 білий кінь · a4 білий пішак · b4 чорний пішак · c4 чорний король · e4 білий пішак · f4 біла тура · b3 білий кінь · c3 чорний пішак · f3 біла тура · h3 чорний пішак · c2 білий пішак · f2 чорний кінь · g2 чорний слон · f1 чорний кінь · g1 чорний слон | b7 чорний пішак · h7 білий король · b6 білий пішак · d6 білий слон · f6 чорний пішак · d5 білий кінь · a4 білий пішак · b4 чорний пішак · c4 чорний король · e4 білий пішак · f4 біла тура · b3 білий кінь · c3 чорний пішак · f3 біла тура · h3 чорний пішак · c2 білий пішак · f2 чорний кінь · g2 чорний слон · f1 чорний кінь · g1 чорний слон | b7 чорний пішак · h7 білий король · b6 білий пішак · d6 білий слон · f6 чорний пішак · d5 білий кінь · a4 білий пішак · b4 чорний пішак · c4 чорний король · e4 білий пішак · f4 біла тура · b3 білий кінь · c3 чорний пішак · f3 біла тура · h3 чорний пішак · c2 білий пішак · f2 чорний кінь · g2 чорний слон · f1 чорний кінь · g1 чорний слон | b7 чорний пішак · h7 білий король · b6 білий пішак · d6 білий слон · f6 чорний пішак · d5 білий кінь · a4 білий пішак · b4 чорний пішак · c4 чорний король · e4 білий пішак · f4 біла тура · b3 білий кінь · c3 чорний пішак · f3 біла тура · h3 чорний пішак · c2 білий пішак · f2 чорний кінь · g2 чорний слон · f1 чорний кінь · g1 чорний слон | b7 чорний пішак · h7 білий король · b6 білий пішак · d6 білий слон · f6 чорний пішак · d5 білий кінь · a4 білий пішак · b4 чорний пішак · c4 чорний король · e4 білий пішак · f4 біла тура · b3 білий кінь · c3 чорний пішак · f3 біла тура · h3 чорний пішак · c2 білий пішак · f2 чорний кінь · g2 чорний слон · f1 чорний кінь · g1 чорний слон | 7 |
| 6 | b7 чорний пішак · h7 білий король · b6 білий пішак · d6 білий слон · f6 чорний пішак · d5 білий кінь · a4 білий пішак · b4 чорний пішак · c4 чорний король · e4 білий пішак · f4 біла тура · b3 білий кінь · c3 чорний пішак · f3 біла тура · h3 чорний пішак · c2 білий пішак · f2 чорний кінь · g2 чорний слон · f1 чорний кінь · g1 чорний слон | b7 чорний пішак · h7 білий король · b6 білий пішак · d6 білий слон · f6 чорний пішак · d5 білий кінь · a4 білий пішак · b4 чорний пішак · c4 чорний король · e4 білий пішак · f4 біла тура · b3 білий кінь · c3 чорний пішак · f3 біла тура · h3 чорний пішак · c2 білий пішак · f2 чорний кінь · g2 чорний слон · f1 чорний кінь · g1 чорний слон | b7 чорний пішак · h7 білий король · b6 білий пішак · d6 білий слон · f6 чорний пішак · d5 білий кінь · a4 білий пішак · b4 чорний пішак · c4 чорний король · e4 білий пішак · f4 біла тура · b3 білий кінь · c3 чорний пішак · f3 біла тура · h3 чорний пішак · c2 білий пішак · f2 чорний кінь · g2 чорний слон · f1 чорний кінь · g1 чорний слон | b7 чорний пішак · h7 білий король · b6 білий пішак · d6 білий слон · f6 чорний пішак · d5 білий кінь · a4 білий пішак · b4 чорний пішак · c4 чорний король · e4 білий пішак · f4 біла тура · b3 білий кінь · c3 чорний пішак · f3 біла тура · h3 чорний пішак · c2 білий пішак · f2 чорний кінь · g2 чорний слон · f1 чорний кінь · g1 чорний слон | b7 чорний пішак · h7 білий король · b6 білий пішак · d6 білий слон · f6 чорний пішак · d5 білий кінь · a4 білий пішак · b4 чорний пішак · c4 чорний король · e4 білий пішак · f4 біла тура · b3 білий кінь · c3 чорний пішак · f3 біла тура · h3 чорний пішак · c2 білий пішак · f2 чорний кінь · g2 чорний слон · f1 чорний кінь · g1 чорний слон | b7 чорний пішак · h7 білий король · b6 білий пішак · d6 білий слон · f6 чорний пішак · d5 білий кінь · a4 білий пішак · b4 чорний пішак · c4 чорний король · e4 білий пішак · f4 біла тура · b3 білий кінь · c3 чорний пішак · f3 біла тура · h3 чорний пішак · c2 білий пішак · f2 чорний кінь · g2 чорний слон · f1 чорний кінь · g1 чорний слон | b7 чорний пішак · h7 білий король · b6 білий пішак · d6 білий слон · f6 чорний пішак · d5 білий кінь · a4 білий пішак · b4 чорний пішак · c4 чорний король · e4 білий пішак · f4 біла тура · b3 білий кінь · c3 чорний пішак · f3 біла тура · h3 чорний пішак · c2 білий пішак · f2 чорний кінь · g2 чорний слон · f1 чорний кінь · g1 чорний слон | b7 чорний пішак · h7 білий король · b6 білий пішак · d6 білий слон · f6 чорний пішак · d5 білий кінь · a4 білий пішак · b4 чорний пішак · c4 чорний король · e4 білий пішак · f4 біла тура · b3 білий кінь · c3 чорний пішак · f3 біла тура · h3 чорний пішак · c2 білий пішак · f2 чорний кінь · g2 чорний слон · f1 чорний кінь · g1 чорний слон | 6 |
| 5 | b7 чорний пішак · h7 білий король · b6 білий пішак · d6 білий слон · f6 чорний пішак · d5 білий кінь · a4 білий пішак · b4 чорний пішак · c4 чорний король · e4 білий пішак · f4 біла тура · b3 білий кінь · c3 чорний пішак · f3 біла тура · h3 чорний пішак · c2 білий пішак · f2 чорний кінь · g2 чорний слон · f1 чорний кінь · g1 чорний слон | b7 чорний пішак · h7 білий король · b6 білий пішак · d6 білий слон · f6 чорний пішак · d5 білий кінь · a4 білий пішак · b4 чорний пішак · c4 чорний король · e4 білий пішак · f4 біла тура · b3 білий кінь · c3 чорний пішак · f3 біла тура · h3 чорний пішак · c2 білий пішак · f2 чорний кінь · g2 чорний слон · f1 чорний кінь · g1 чорний слон | b7 чорний пішак · h7 білий король · b6 білий пішак · d6 білий слон · f6 чорний пішак · d5 білий кінь · a4 білий пішак · b4 чорний пішак · c4 чорний король · e4 білий пішак · f4 біла тура · b3 білий кінь · c3 чорний пішак · f3 біла тура · h3 чорний пішак · c2 білий пішак · f2 чорний кінь · g2 чорний слон · f1 чорний кінь · g1 чорний слон | b7 чорний пішак · h7 білий король · b6 білий пішак · d6 білий слон · f6 чорний пішак · d5 білий кінь · a4 білий пішак · b4 чорний пішак · c4 чорний король · e4 білий пішак · f4 біла тура · b3 білий кінь · c3 чорний пішак · f3 біла тура · h3 чорний пішак · c2 білий пішак · f2 чорний кінь · g2 чорний слон · f1 чорний кінь · g1 чорний слон | b7 чорний пішак · h7 білий король · b6 білий пішак · d6 білий слон · f6 чорний пішак · d5 білий кінь · a4 білий пішак · b4 чорний пішак · c4 чорний король · e4 білий пішак · f4 біла тура · b3 білий кінь · c3 чорний пішак · f3 біла тура · h3 чорний пішак · c2 білий пішак · f2 чорний кінь · g2 чорний слон · f1 чорний кінь · g1 чорний слон | b7 чорний пішак · h7 білий король · b6 білий пішак · d6 білий слон · f6 чорний пішак · d5 білий кінь · a4 білий пішак · b4 чорний пішак · c4 чорний король · e4 білий пішак · f4 біла тура · b3 білий кінь · c3 чорний пішак · f3 біла тура · h3 чорний пішак · c2 білий пішак · f2 чорний кінь · g2 чорний слон · f1 чорний кінь · g1 чорний слон | b7 чорний пішак · h7 білий король · b6 білий пішак · d6 білий слон · f6 чорний пішак · d5 білий кінь · a4 білий пішак · b4 чорний пішак · c4 чорний король · e4 білий пішак · f4 біла тура · b3 білий кінь · c3 чорний пішак · f3 біла тура · h3 чорний пішак · c2 білий пішак · f2 чорний кінь · g2 чорний слон · f1 чорний кінь · g1 чорний слон | b7 чорний пішак · h7 білий король · b6 білий пішак · d6 білий слон · f6 чорний пішак · d5 білий кінь · a4 білий пішак · b4 чорний пішак · c4 чорний король · e4 білий пішак · f4 біла тура · b3 білий кінь · c3 чорний пішак · f3 біла тура · h3 чорний пішак · c2 білий пішак · f2 чорний кінь · g2 чорний слон · f1 чорний кінь · g1 чорний слон | 5 |
| 4 | b7 чорний пішак · h7 білий король · b6 білий пішак · d6 білий слон · f6 чорний пішак · d5 білий кінь · a4 білий пішак · b4 чорний пішак · c4 чорний король · e4 білий пішак · f4 біла тура · b3 білий кінь · c3 чорний пішак · f3 біла тура · h3 чорний пішак · c2 білий пішак · f2 чорний кінь · g2 чорний слон · f1 чорний кінь · g1 чорний слон | b7 чорний пішак · h7 білий король · b6 білий пішак · d6 білий слон · f6 чорний пішак · d5 білий кінь · a4 білий пішак · b4 чорний пішак · c4 чорний король · e4 білий пішак · f4 біла тура · b3 білий кінь · c3 чорний пішак · f3 біла тура · h3 чорний пішак · c2 білий пішак · f2 чорний кінь · g2 чорний слон · f1 чорний кінь · g1 чорний слон | b7 чорний пішак · h7 білий король · b6 білий пішак · d6 білий слон · f6 чорний пішак · d5 білий кінь · a4 білий пішак · b4 чорний пішак · c4 чорний король · e4 білий пішак · f4 біла тура · b3 білий кінь · c3 чорний пішак · f3 біла тура · h3 чорний пішак · c2 білий пішак · f2 чорний кінь · g2 чорний слон · f1 чорний кінь · g1 чорний слон | b7 чорний пішак · h7 білий король · b6 білий пішак · d6 білий слон · f6 чорний пішак · d5 білий кінь · a4 білий пішак · b4 чорний пішак · c4 чорний король · e4 білий пішак · f4 біла тура · b3 білий кінь · c3 чорний пішак · f3 біла тура · h3 чорний пішак · c2 білий пішак · f2 чорний кінь · g2 чорний слон · f1 чорний кінь · g1 чорний слон | b7 чорний пішак · h7 білий король · b6 білий пішак · d6 білий слон · f6 чорний пішак · d5 білий кінь · a4 білий пішак · b4 чорний пішак · c4 чорний король · e4 білий пішак · f4 біла тура · b3 білий кінь · c3 чорний пішак · f3 біла тура · h3 чорний пішак · c2 білий пішак · f2 чорний кінь · g2 чорний слон · f1 чорний кінь · g1 чорний слон | b7 чорний пішак · h7 білий король · b6 білий пішак · d6 білий слон · f6 чорний пішак · d5 білий кінь · a4 білий пішак · b4 чорний пішак · c4 чорний король · e4 білий пішак · f4 біла тура · b3 білий кінь · c3 чорний пішак · f3 біла тура · h3 чорний пішак · c2 білий пішак · f2 чорний кінь · g2 чорний слон · f1 чорний кінь · g1 чорний слон | b7 чорний пішак · h7 білий король · b6 білий пішак · d6 білий слон · f6 чорний пішак · d5 білий кінь · a4 білий пішак · b4 чорний пішак · c4 чорний король · e4 білий пішак · f4 біла тура · b3 білий кінь · c3 чорний пішак · f3 біла тура · h3 чорний пішак · c2 білий пішак · f2 чорний кінь · g2 чорний слон · f1 чорний кінь · g1 чорний слон | b7 чорний пішак · h7 білий король · b6 білий пішак · d6 білий слон · f6 чорний пішак · d5 білий кінь · a4 білий пішак · b4 чорний пішак · c4 чорний король · e4 білий пішак · f4 біла тура · b3 білий кінь · c3 чорний пішак · f3 біла тура · h3 чорний пішак · c2 білий пішак · f2 чорний кінь · g2 чорний слон · f1 чорний кінь · g1 чорний слон | 4 |
| 3 | b7 чорний пішак · h7 білий король · b6 білий пішак · d6 білий слон · f6 чорний пішак · d5 білий кінь · a4 білий пішак · b4 чорний пішак · c4 чорний король · e4 білий пішак · f4 біла тура · b3 білий кінь · c3 чорний пішак · f3 біла тура · h3 чорний пішак · c2 білий пішак · f2 чорний кінь · g2 чорний слон · f1 чорний кінь · g1 чорний слон | b7 чорний пішак · h7 білий король · b6 білий пішак · d6 білий слон · f6 чорний пішак · d5 білий кінь · a4 білий пішак · b4 чорний пішак · c4 чорний король · e4 білий пішак · f4 біла тура · b3 білий кінь · c3 чорний пішак · f3 біла тура · h3 чорний пішак · c2 білий пішак · f2 чорний кінь · g2 чорний слон · f1 чорний кінь · g1 чорний слон | b7 чорний пішак · h7 білий король · b6 білий пішак · d6 білий слон · f6 чорний пішак · d5 білий кінь · a4 білий пішак · b4 чорний пішак · c4 чорний король · e4 білий пішак · f4 біла тура · b3 білий кінь · c3 чорний пішак · f3 біла тура · h3 чорний пішак · c2 білий пішак · f2 чорний кінь · g2 чорний слон · f1 чорний кінь · g1 чорний слон | b7 чорний пішак · h7 білий король · b6 білий пішак · d6 білий слон · f6 чорний пішак · d5 білий кінь · a4 білий пішак · b4 чорний пішак · c4 чорний король · e4 білий пішак · f4 біла тура · b3 білий кінь · c3 чорний пішак · f3 біла тура · h3 чорний пішак · c2 білий пішак · f2 чорний кінь · g2 чорний слон · f1 чорний кінь · g1 чорний слон | b7 чорний пішак · h7 білий король · b6 білий пішак · d6 білий слон · f6 чорний пішак · d5 білий кінь · a4 білий пішак · b4 чорний пішак · c4 чорний король · e4 білий пішак · f4 біла тура · b3 білий кінь · c3 чорний пішак · f3 біла тура · h3 чорний пішак · c2 білий пішак · f2 чорний кінь · g2 чорний слон · f1 чорний кінь · g1 чорний слон | b7 чорний пішак · h7 білий король · b6 білий пішак · d6 білий слон · f6 чорний пішак · d5 білий кінь · a4 білий пішак · b4 чорний пішак · c4 чорний король · e4 білий пішак · f4 біла тура · b3 білий кінь · c3 чорний пішак · f3 біла тура · h3 чорний пішак · c2 білий пішак · f2 чорний кінь · g2 чорний слон · f1 чорний кінь · g1 чорний слон | b7 чорний пішак · h7 білий король · b6 білий пішак · d6 білий слон · f6 чорний пішак · d5 білий кінь · a4 білий пішак · b4 чорний пішак · c4 чорний король · e4 білий пішак · f4 біла тура · b3 білий кінь · c3 чорний пішак · f3 біла тура · h3 чорний пішак · c2 білий пішак · f2 чорний кінь · g2 чорний слон · f1 чорний кінь · g1 чорний слон | b7 чорний пішак · h7 білий король · b6 білий пішак · d6 білий слон · f6 чорний пішак · d5 білий кінь · a4 білий пішак · b4 чорний пішак · c4 чорний король · e4 білий пішак · f4 біла тура · b3 білий кінь · c3 чорний пішак · f3 біла тура · h3 чорний пішак · c2 білий пішак · f2 чорний кінь · g2 чорний слон · f1 чорний кінь · g1 чорний слон | 3 |
| 2 | b7 чорний пішак · h7 білий король · b6 білий пішак · d6 білий слон · f6 чорний пішак · d5 білий кінь · a4 білий пішак · b4 чорний пішак · c4 чорний король · e4 білий пішак · f4 біла тура · b3 білий кінь · c3 чорний пішак · f3 біла тура · h3 чорний пішак · c2 білий пішак · f2 чорний кінь · g2 чорний слон · f1 чорний кінь · g1 чорний слон | b7 чорний пішак · h7 білий король · b6 білий пішак · d6 білий слон · f6 чорний пішак · d5 білий кінь · a4 білий пішак · b4 чорний пішак · c4 чорний король · e4 білий пішак · f4 біла тура · b3 білий кінь · c3 чорний пішак · f3 біла тура · h3 чорний пішак · c2 білий пішак · f2 чорний кінь · g2 чорний слон · f1 чорний кінь · g1 чорний слон | b7 чорний пішак · h7 білий король · b6 білий пішак · d6 білий слон · f6 чорний пішак · d5 білий кінь · a4 білий пішак · b4 чорний пішак · c4 чорний король · e4 білий пішак · f4 біла тура · b3 білий кінь · c3 чорний пішак · f3 біла тура · h3 чорний пішак · c2 білий пішак · f2 чорний кінь · g2 чорний слон · f1 чорний кінь · g1 чорний слон | b7 чорний пішак · h7 білий король · b6 білий пішак · d6 білий слон · f6 чорний пішак · d5 білий кінь · a4 білий пішак · b4 чорний пішак · c4 чорний король · e4 білий пішак · f4 біла тура · b3 білий кінь · c3 чорний пішак · f3 біла тура · h3 чорний пішак · c2 білий пішак · f2 чорний кінь · g2 чорний слон · f1 чорний кінь · g1 чорний слон | b7 чорний пішак · h7 білий король · b6 білий пішак · d6 білий слон · f6 чорний пішак · d5 білий кінь · a4 білий пішак · b4 чорний пішак · c4 чорний король · e4 білий пішак · f4 біла тура · b3 білий кінь · c3 чорний пішак · f3 біла тура · h3 чорний пішак · c2 білий пішак · f2 чорний кінь · g2 чорний слон · f1 чорний кінь · g1 чорний слон | b7 чорний пішак · h7 білий король · b6 білий пішак · d6 білий слон · f6 чорний пішак · d5 білий кінь · a4 білий пішак · b4 чорний пішак · c4 чорний король · e4 білий пішак · f4 біла тура · b3 білий кінь · c3 чорний пішак · f3 біла тура · h3 чорний пішак · c2 білий пішак · f2 чорний кінь · g2 чорний слон · f1 чорний кінь · g1 чорний слон | b7 чорний пішак · h7 білий король · b6 білий пішак · d6 білий слон · f6 чорний пішак · d5 білий кінь · a4 білий пішак · b4 чорний пішак · c4 чорний король · e4 білий пішак · f4 біла тура · b3 білий кінь · c3 чорний пішак · f3 біла тура · h3 чорний пішак · c2 білий пішак · f2 чорний кінь · g2 чорний слон · f1 чорний кінь · g1 чорний слон | b7 чорний пішак · h7 білий король · b6 білий пішак · d6 білий слон · f6 чорний пішак · d5 білий кінь · a4 білий пішак · b4 чорний пішак · c4 чорний король · e4 білий пішак · f4 біла тура · b3 білий кінь · c3 чорний пішак · f3 біла тура · h3 чорний пішак · c2 білий пішак · f2 чорний кінь · g2 чорний слон · f1 чорний кінь · g1 чорний слон | 2 |
| 1 | b7 чорний пішак · h7 білий король · b6 білий пішак · d6 білий слон · f6 чорний пішак · d5 білий кінь · a4 білий пішак · b4 чорний пішак · c4 чорний король · e4 білий пішак · f4 біла тура · b3 білий кінь · c3 чорний пішак · f3 біла тура · h3 чорний пішак · c2 білий пішак · f2 чорний кінь · g2 чорний слон · f1 чорний кінь · g1 чорний слон | b7 чорний пішак · h7 білий король · b6 білий пішак · d6 білий слон · f6 чорний пішак · d5 білий кінь · a4 білий пішак · b4 чорний пішак · c4 чорний король · e4 білий пішак · f4 біла тура · b3 білий кінь · c3 чорний пішак · f3 біла тура · h3 чорний пішак · c2 білий пішак · f2 чорний кінь · g2 чорний слон · f1 чорний кінь · g1 чорний слон | b7 чорний пішак · h7 білий король · b6 білий пішак · d6 білий слон · f6 чорний пішак · d5 білий кінь · a4 білий пішак · b4 чорний пішак · c4 чорний король · e4 білий пішак · f4 біла тура · b3 білий кінь · c3 чорний пішак · f3 біла тура · h3 чорний пішак · c2 білий пішак · f2 чорний кінь · g2 чорний слон · f1 чорний кінь · g1 чорний слон | b7 чорний пішак · h7 білий король · b6 білий пішак · d6 білий слон · f6 чорний пішак · d5 білий кінь · a4 білий пішак · b4 чорний пішак · c4 чорний король · e4 білий пішак · f4 біла тура · b3 білий кінь · c3 чорний пішак · f3 біла тура · h3 чорний пішак · c2 білий пішак · f2 чорний кінь · g2 чорний слон · f1 чорний кінь · g1 чорний слон | b7 чорний пішак · h7 білий король · b6 білий пішак · d6 білий слон · f6 чорний пішак · d5 білий кінь · a4 білий пішак · b4 чорний пішак · c4 чорний король · e4 білий пішак · f4 біла тура · b3 білий кінь · c3 чорний пішак · f3 біла тура · h3 чорний пішак · c2 білий пішак · f2 чорний кінь · g2 чорний слон · f1 чорний кінь · g1 чорний слон | b7 чорний пішак · h7 білий король · b6 білий пішак · d6 білий слон · f6 чорний пішак · d5 білий кінь · a4 білий пішак · b4 чорний пішак · c4 чорний король · e4 білий пішак · f4 біла тура · b3 білий кінь · c3 чорний пішак · f3 біла тура · h3 чорний пішак · c2 білий пішак · f2 чорний кінь · g2 чорний слон · f1 чорний кінь · g1 чорний слон | b7 чорний пішак · h7 білий король · b6 білий пішак · d6 білий слон · f6 чорний пішак · d5 білий кінь · a4 білий пішак · b4 чорний пішак · c4 чорний король · e4 білий пішак · f4 біла тура · b3 білий кінь · c3 чорний пішак · f3 біла тура · h3 чорний пішак · c2 білий пішак · f2 чорний кінь · g2 чорний слон · f1 чорний кінь · g1 чорний слон | b7 чорний пішак · h7 білий король · b6 білий пішак · d6 білий слон · f6 чорний пішак · d5 білий кінь · a4 білий пішак · b4 чорний пішак · c4 чорний король · e4 білий пішак · f4 біла тура · b3 білий кінь · c3 чорний пішак · f3 біла тура · h3 чорний пішак · c2 білий пішак · f2 чорний кінь · g2 чорний слон · f1 чорний кінь · g1 чорний слон | 1 |
|   | a | b | c | d | e | f | g | h |   |

1. ... S2~  2. Sa5 Kd4 3. Td3#
1. ... S:e4 2. Td3   ~   3. Sa5#
1. Tf5! ~ 2. Se3 S:e3 3. Tc5#
1. ... S2~  2. Td3 Kd4 3. Sa5#
1. ... S:e4 2. Sa5   ~   3. Td3#
|   | a | b | c | d | e | f | g | h |   |
| 8 | f8 чорна тура · e7 білий пішак · f7 чорний пішак · g7 білий пішак · a6 чорний кінь · c6 білий слон · d6 чорний слон · e6 чорний король · f6 чорний слон · g6 чорний кінь · h6 чорний ферзь · c5 білий пішак · d5 білий кінь · e5 білий пішак · h5 біла тура · b4 чорний пішак · d4 білий король · f4 біла тура · b3 білий кінь · d2 чорний пішак · d1 чорна тура | f8 чорна тура · e7 білий пішак · f7 чорний пішак · g7 білий пішак · a6 чорний кінь · c6 білий слон · d6 чорний слон · e6 чорний король · f6 чорний слон · g6 чорний кінь · h6 чорний ферзь · c5 білий пішак · d5 білий кінь · e5 білий пішак · h5 біла тура · b4 чорний пішак · d4 білий король · f4 біла тура · b3 білий кінь · d2 чорний пішак · d1 чорна тура | f8 чорна тура · e7 білий пішак · f7 чорний пішак · g7 білий пішак · a6 чорний кінь · c6 білий слон · d6 чорний слон · e6 чорний король · f6 чорний слон · g6 чорний кінь · h6 чорний ферзь · c5 білий пішак · d5 білий кінь · e5 білий пішак · h5 біла тура · b4 чорний пішак · d4 білий король · f4 біла тура · b3 білий кінь · d2 чорний пішак · d1 чорна тура | f8 чорна тура · e7 білий пішак · f7 чорний пішак · g7 білий пішак · a6 чорний кінь · c6 білий слон · d6 чорний слон · e6 чорний король · f6 чорний слон · g6 чорний кінь · h6 чорний ферзь · c5 білий пішак · d5 білий кінь · e5 білий пішак · h5 біла тура · b4 чорний пішак · d4 білий король · f4 біла тура · b3 білий кінь · d2 чорний пішак · d1 чорна тура | f8 чорна тура · e7 білий пішак · f7 чорний пішак · g7 білий пішак · a6 чорний кінь · c6 білий слон · d6 чорний слон · e6 чорний король · f6 чорний слон · g6 чорний кінь · h6 чорний ферзь · c5 білий пішак · d5 білий кінь · e5 білий пішак · h5 біла тура · b4 чорний пішак · d4 білий король · f4 біла тура · b3 білий кінь · d2 чорний пішак · d1 чорна тура | f8 чорна тура · e7 білий пішак · f7 чорний пішак · g7 білий пішак · a6 чорний кінь · c6 білий слон · d6 чорний слон · e6 чорний король · f6 чорний слон · g6 чорний кінь · h6 чорний ферзь · c5 білий пішак · d5 білий кінь · e5 білий пішак · h5 біла тура · b4 чорний пішак · d4 білий король · f4 біла тура · b3 білий кінь · d2 чорний пішак · d1 чорна тура | f8 чорна тура · e7 білий пішак · f7 чорний пішак · g7 білий пішак · a6 чорний кінь · c6 білий слон · d6 чорний слон · e6 чорний король · f6 чорний слон · g6 чорний кінь · h6 чорний ферзь · c5 білий пішак · d5 білий кінь · e5 білий пішак · h5 біла тура · b4 чорний пішак · d4 білий король · f4 біла тура · b3 білий кінь · d2 чорний пішак · d1 чорна тура | f8 чорна тура · e7 білий пішак · f7 чорний пішак · g7 білий пішак · a6 чорний кінь · c6 білий слон · d6 чорний слон · e6 чорний король · f6 чорний слон · g6 чорний кінь · h6 чорний ферзь · c5 білий пішак · d5 білий кінь · e5 білий пішак · h5 біла тура · b4 чорний пішак · d4 білий король · f4 біла тура · b3 білий кінь · d2 чорний пішак · d1 чорна тура | 8 |
| 7 | f8 чорна тура · e7 білий пішак · f7 чорний пішак · g7 білий пішак · a6 чорний кінь · c6 білий слон · d6 чорний слон · e6 чорний король · f6 чорний слон · g6 чорний кінь · h6 чорний ферзь · c5 білий пішак · d5 білий кінь · e5 білий пішак · h5 біла тура · b4 чорний пішак · d4 білий король · f4 біла тура · b3 білий кінь · d2 чорний пішак · d1 чорна тура | f8 чорна тура · e7 білий пішак · f7 чорний пішак · g7 білий пішак · a6 чорний кінь · c6 білий слон · d6 чорний слон · e6 чорний король · f6 чорний слон · g6 чорний кінь · h6 чорний ферзь · c5 білий пішак · d5 білий кінь · e5 білий пішак · h5 біла тура · b4 чорний пішак · d4 білий король · f4 біла тура · b3 білий кінь · d2 чорний пішак · d1 чорна тура | f8 чорна тура · e7 білий пішак · f7 чорний пішак · g7 білий пішак · a6 чорний кінь · c6 білий слон · d6 чорний слон · e6 чорний король · f6 чорний слон · g6 чорний кінь · h6 чорний ферзь · c5 білий пішак · d5 білий кінь · e5 білий пішак · h5 біла тура · b4 чорний пішак · d4 білий король · f4 біла тура · b3 білий кінь · d2 чорний пішак · d1 чорна тура | f8 чорна тура · e7 білий пішак · f7 чорний пішак · g7 білий пішак · a6 чорний кінь · c6 білий слон · d6 чорний слон · e6 чорний король · f6 чорний слон · g6 чорний кінь · h6 чорний ферзь · c5 білий пішак · d5 білий кінь · e5 білий пішак · h5 біла тура · b4 чорний пішак · d4 білий король · f4 біла тура · b3 білий кінь · d2 чорний пішак · d1 чорна тура | f8 чорна тура · e7 білий пішак · f7 чорний пішак · g7 білий пішак · a6 чорний кінь · c6 білий слон · d6 чорний слон · e6 чорний король · f6 чорний слон · g6 чорний кінь · h6 чорний ферзь · c5 білий пішак · d5 білий кінь · e5 білий пішак · h5 біла тура · b4 чорний пішак · d4 білий король · f4 біла тура · b3 білий кінь · d2 чорний пішак · d1 чорна тура | f8 чорна тура · e7 білий пішак · f7 чорний пішак · g7 білий пішак · a6 чорний кінь · c6 білий слон · d6 чорний слон · e6 чорний король · f6 чорний слон · g6 чорний кінь · h6 чорний ферзь · c5 білий пішак · d5 білий кінь · e5 білий пішак · h5 біла тура · b4 чорний пішак · d4 білий король · f4 біла тура · b3 білий кінь · d2 чорний пішак · d1 чорна тура | f8 чорна тура · e7 білий пішак · f7 чорний пішак · g7 білий пішак · a6 чорний кінь · c6 білий слон · d6 чорний слон · e6 чорний король · f6 чорний слон · g6 чорний кінь · h6 чорний ферзь · c5 білий пішак · d5 білий кінь · e5 білий пішак · h5 біла тура · b4 чорний пішак · d4 білий король · f4 біла тура · b3 білий кінь · d2 чорний пішак · d1 чорна тура | f8 чорна тура · e7 білий пішак · f7 чорний пішак · g7 білий пішак · a6 чорний кінь · c6 білий слон · d6 чорний слон · e6 чорний король · f6 чорний слон · g6 чорний кінь · h6 чорний ферзь · c5 білий пішак · d5 білий кінь · e5 білий пішак · h5 біла тура · b4 чорний пішак · d4 білий король · f4 біла тура · b3 білий кінь · d2 чорний пішак · d1 чорна тура | 7 |
| 6 | f8 чорна тура · e7 білий пішак · f7 чорний пішак · g7 білий пішак · a6 чорний кінь · c6 білий слон · d6 чорний слон · e6 чорний король · f6 чорний слон · g6 чорний кінь · h6 чорний ферзь · c5 білий пішак · d5 білий кінь · e5 білий пішак · h5 біла тура · b4 чорний пішак · d4 білий король · f4 біла тура · b3 білий кінь · d2 чорний пішак · d1 чорна тура | f8 чорна тура · e7 білий пішак · f7 чорний пішак · g7 білий пішак · a6 чорний кінь · c6 білий слон · d6 чорний слон · e6 чорний король · f6 чорний слон · g6 чорний кінь · h6 чорний ферзь · c5 білий пішак · d5 білий кінь · e5 білий пішак · h5 біла тура · b4 чорний пішак · d4 білий король · f4 біла тура · b3 білий кінь · d2 чорний пішак · d1 чорна тура | f8 чорна тура · e7 білий пішак · f7 чорний пішак · g7 білий пішак · a6 чорний кінь · c6 білий слон · d6 чорний слон · e6 чорний король · f6 чорний слон · g6 чорний кінь · h6 чорний ферзь · c5 білий пішак · d5 білий кінь · e5 білий пішак · h5 біла тура · b4 чорний пішак · d4 білий король · f4 біла тура · b3 білий кінь · d2 чорний пішак · d1 чорна тура | f8 чорна тура · e7 білий пішак · f7 чорний пішак · g7 білий пішак · a6 чорний кінь · c6 білий слон · d6 чорний слон · e6 чорний король · f6 чорний слон · g6 чорний кінь · h6 чорний ферзь · c5 білий пішак · d5 білий кінь · e5 білий пішак · h5 біла тура · b4 чорний пішак · d4 білий король · f4 біла тура · b3 білий кінь · d2 чорний пішак · d1 чорна тура | f8 чорна тура · e7 білий пішак · f7 чорний пішак · g7 білий пішак · a6 чорний кінь · c6 білий слон · d6 чорний слон · e6 чорний король · f6 чорний слон · g6 чорний кінь · h6 чорний ферзь · c5 білий пішак · d5 білий кінь · e5 білий пішак · h5 біла тура · b4 чорний пішак · d4 білий король · f4 біла тура · b3 білий кінь · d2 чорний пішак · d1 чорна тура | f8 чорна тура · e7 білий пішак · f7 чорний пішак · g7 білий пішак · a6 чорний кінь · c6 білий слон · d6 чорний слон · e6 чорний король · f6 чорний слон · g6 чорний кінь · h6 чорний ферзь · c5 білий пішак · d5 білий кінь · e5 білий пішак · h5 біла тура · b4 чорний пішак · d4 білий король · f4 біла тура · b3 білий кінь · d2 чорний пішак · d1 чорна тура | f8 чорна тура · e7 білий пішак · f7 чорний пішак · g7 білий пішак · a6 чорний кінь · c6 білий слон · d6 чорний слон · e6 чорний король · f6 чорний слон · g6 чорний кінь · h6 чорний ферзь · c5 білий пішак · d5 білий кінь · e5 білий пішак · h5 біла тура · b4 чорний пішак · d4 білий король · f4 біла тура · b3 білий кінь · d2 чорний пішак · d1 чорна тура | f8 чорна тура · e7 білий пішак · f7 чорний пішак · g7 білий пішак · a6 чорний кінь · c6 білий слон · d6 чорний слон · e6 чорний король · f6 чорний слон · g6 чорний кінь · h6 чорний ферзь · c5 білий пішак · d5 білий кінь · e5 білий пішак · h5 біла тура · b4 чорний пішак · d4 білий король · f4 біла тура · b3 білий кінь · d2 чорний пішак · d1 чорна тура | 6 |
| 5 | f8 чорна тура · e7 білий пішак · f7 чорний пішак · g7 білий пішак · a6 чорний кінь · c6 білий слон · d6 чорний слон · e6 чорний король · f6 чорний слон · g6 чорний кінь · h6 чорний ферзь · c5 білий пішак · d5 білий кінь · e5 білий пішак · h5 біла тура · b4 чорний пішак · d4 білий король · f4 біла тура · b3 білий кінь · d2 чорний пішак · d1 чорна тура | f8 чорна тура · e7 білий пішак · f7 чорний пішак · g7 білий пішак · a6 чорний кінь · c6 білий слон · d6 чорний слон · e6 чорний король · f6 чорний слон · g6 чорний кінь · h6 чорний ферзь · c5 білий пішак · d5 білий кінь · e5 білий пішак · h5 біла тура · b4 чорний пішак · d4 білий король · f4 біла тура · b3 білий кінь · d2 чорний пішак · d1 чорна тура | f8 чорна тура · e7 білий пішак · f7 чорний пішак · g7 білий пішак · a6 чорний кінь · c6 білий слон · d6 чорний слон · e6 чорний король · f6 чорний слон · g6 чорний кінь · h6 чорний ферзь · c5 білий пішак · d5 білий кінь · e5 білий пішак · h5 біла тура · b4 чорний пішак · d4 білий король · f4 біла тура · b3 білий кінь · d2 чорний пішак · d1 чорна тура | f8 чорна тура · e7 білий пішак · f7 чорний пішак · g7 білий пішак · a6 чорний кінь · c6 білий слон · d6 чорний слон · e6 чорний король · f6 чорний слон · g6 чорний кінь · h6 чорний ферзь · c5 білий пішак · d5 білий кінь · e5 білий пішак · h5 біла тура · b4 чорний пішак · d4 білий король · f4 біла тура · b3 білий кінь · d2 чорний пішак · d1 чорна тура | f8 чорна тура · e7 білий пішак · f7 чорний пішак · g7 білий пішак · a6 чорний кінь · c6 білий слон · d6 чорний слон · e6 чорний король · f6 чорний слон · g6 чорний кінь · h6 чорний ферзь · c5 білий пішак · d5 білий кінь · e5 білий пішак · h5 біла тура · b4 чорний пішак · d4 білий король · f4 біла тура · b3 білий кінь · d2 чорний пішак · d1 чорна тура | f8 чорна тура · e7 білий пішак · f7 чорний пішак · g7 білий пішак · a6 чорний кінь · c6 білий слон · d6 чорний слон · e6 чорний король · f6 чорний слон · g6 чорний кінь · h6 чорний ферзь · c5 білий пішак · d5 білий кінь · e5 білий пішак · h5 біла тура · b4 чорний пішак · d4 білий король · f4 біла тура · b3 білий кінь · d2 чорний пішак · d1 чорна тура | f8 чорна тура · e7 білий пішак · f7 чорний пішак · g7 білий пішак · a6 чорний кінь · c6 білий слон · d6 чорний слон · e6 чорний король · f6 чорний слон · g6 чорний кінь · h6 чорний ферзь · c5 білий пішак · d5 білий кінь · e5 білий пішак · h5 біла тура · b4 чорний пішак · d4 білий король · f4 біла тура · b3 білий кінь · d2 чорний пішак · d1 чорна тура | f8 чорна тура · e7 білий пішак · f7 чорний пішак · g7 білий пішак · a6 чорний кінь · c6 білий слон · d6 чорний слон · e6 чорний король · f6 чорний слон · g6 чорний кінь · h6 чорний ферзь · c5 білий пішак · d5 білий кінь · e5 білий пішак · h5 біла тура · b4 чорний пішак · d4 білий король · f4 біла тура · b3 білий кінь · d2 чорний пішак · d1 чорна тура | 5 |
| 4 | f8 чорна тура · e7 білий пішак · f7 чорний пішак · g7 білий пішак · a6 чорний кінь · c6 білий слон · d6 чорний слон · e6 чорний король · f6 чорний слон · g6 чорний кінь · h6 чорний ферзь · c5 білий пішак · d5 білий кінь · e5 білий пішак · h5 біла тура · b4 чорний пішак · d4 білий король · f4 біла тура · b3 білий кінь · d2 чорний пішак · d1 чорна тура | f8 чорна тура · e7 білий пішак · f7 чорний пішак · g7 білий пішак · a6 чорний кінь · c6 білий слон · d6 чорний слон · e6 чорний король · f6 чорний слон · g6 чорний кінь · h6 чорний ферзь · c5 білий пішак · d5 білий кінь · e5 білий пішак · h5 біла тура · b4 чорний пішак · d4 білий король · f4 біла тура · b3 білий кінь · d2 чорний пішак · d1 чорна тура | f8 чорна тура · e7 білий пішак · f7 чорний пішак · g7 білий пішак · a6 чорний кінь · c6 білий слон · d6 чорний слон · e6 чорний король · f6 чорний слон · g6 чорний кінь · h6 чорний ферзь · c5 білий пішак · d5 білий кінь · e5 білий пішак · h5 біла тура · b4 чорний пішак · d4 білий король · f4 біла тура · b3 білий кінь · d2 чорний пішак · d1 чорна тура | f8 чорна тура · e7 білий пішак · f7 чорний пішак · g7 білий пішак · a6 чорний кінь · c6 білий слон · d6 чорний слон · e6 чорний король · f6 чорний слон · g6 чорний кінь · h6 чорний ферзь · c5 білий пішак · d5 білий кінь · e5 білий пішак · h5 біла тура · b4 чорний пішак · d4 білий король · f4 біла тура · b3 білий кінь · d2 чорний пішак · d1 чорна тура | f8 чорна тура · e7 білий пішак · f7 чорний пішак · g7 білий пішак · a6 чорний кінь · c6 білий слон · d6 чорний слон · e6 чорний король · f6 чорний слон · g6 чорний кінь · h6 чорний ферзь · c5 білий пішак · d5 білий кінь · e5 білий пішак · h5 біла тура · b4 чорний пішак · d4 білий король · f4 біла тура · b3 білий кінь · d2 чорний пішак · d1 чорна тура | f8 чорна тура · e7 білий пішак · f7 чорний пішак · g7 білий пішак · a6 чорний кінь · c6 білий слон · d6 чорний слон · e6 чорний король · f6 чорний слон · g6 чорний кінь · h6 чорний ферзь · c5 білий пішак · d5 білий кінь · e5 білий пішак · h5 біла тура · b4 чорний пішак · d4 білий король · f4 біла тура · b3 білий кінь · d2 чорний пішак · d1 чорна тура | f8 чорна тура · e7 білий пішак · f7 чорний пішак · g7 білий пішак · a6 чорний кінь · c6 білий слон · d6 чорний слон · e6 чорний король · f6 чорний слон · g6 чорний кінь · h6 чорний ферзь · c5 білий пішак · d5 білий кінь · e5 білий пішак · h5 біла тура · b4 чорний пішак · d4 білий король · f4 біла тура · b3 білий кінь · d2 чорний пішак · d1 чорна тура | f8 чорна тура · e7 білий пішак · f7 чорний пішак · g7 білий пішак · a6 чорний кінь · c6 білий слон · d6 чорний слон · e6 чорний король · f6 чорний слон · g6 чорний кінь · h6 чорний ферзь · c5 білий пішак · d5 білий кінь · e5 білий пішак · h5 біла тура · b4 чорний пішак · d4 білий король · f4 біла тура · b3 білий кінь · d2 чорний пішак · d1 чорна тура | 4 |
| 3 | f8 чорна тура · e7 білий пішак · f7 чорний пішак · g7 білий пішак · a6 чорний кінь · c6 білий слон · d6 чорний слон · e6 чорний король · f6 чорний слон · g6 чорний кінь · h6 чорний ферзь · c5 білий пішак · d5 білий кінь · e5 білий пішак · h5 біла тура · b4 чорний пішак · d4 білий король · f4 біла тура · b3 білий кінь · d2 чорний пішак · d1 чорна тура | f8 чорна тура · e7 білий пішак · f7 чорний пішак · g7 білий пішак · a6 чорний кінь · c6 білий слон · d6 чорний слон · e6 чорний король · f6 чорний слон · g6 чорний кінь · h6 чорний ферзь · c5 білий пішак · d5 білий кінь · e5 білий пішак · h5 біла тура · b4 чорний пішак · d4 білий король · f4 біла тура · b3 білий кінь · d2 чорний пішак · d1 чорна тура | f8 чорна тура · e7 білий пішак · f7 чорний пішак · g7 білий пішак · a6 чорний кінь · c6 білий слон · d6 чорний слон · e6 чорний король · f6 чорний слон · g6 чорний кінь · h6 чорний ферзь · c5 білий пішак · d5 білий кінь · e5 білий пішак · h5 біла тура · b4 чорний пішак · d4 білий король · f4 біла тура · b3 білий кінь · d2 чорний пішак · d1 чорна тура | f8 чорна тура · e7 білий пішак · f7 чорний пішак · g7 білий пішак · a6 чорний кінь · c6 білий слон · d6 чорний слон · e6 чорний король · f6 чорний слон · g6 чорний кінь · h6 чорний ферзь · c5 білий пішак · d5 білий кінь · e5 білий пішак · h5 біла тура · b4 чорний пішак · d4 білий король · f4 біла тура · b3 білий кінь · d2 чорний пішак · d1 чорна тура | f8 чорна тура · e7 білий пішак · f7 чорний пішак · g7 білий пішак · a6 чорний кінь · c6 білий слон · d6 чорний слон · e6 чорний король · f6 чорний слон · g6 чорний кінь · h6 чорний ферзь · c5 білий пішак · d5 білий кінь · e5 білий пішак · h5 біла тура · b4 чорний пішак · d4 білий король · f4 біла тура · b3 білий кінь · d2 чорний пішак · d1 чорна тура | f8 чорна тура · e7 білий пішак · f7 чорний пішак · g7 білий пішак · a6 чорний кінь · c6 білий слон · d6 чорний слон · e6 чорний король · f6 чорний слон · g6 чорний кінь · h6 чорний ферзь · c5 білий пішак · d5 білий кінь · e5 білий пішак · h5 біла тура · b4 чорний пішак · d4 білий король · f4 біла тура · b3 білий кінь · d2 чорний пішак · d1 чорна тура | f8 чорна тура · e7 білий пішак · f7 чорний пішак · g7 білий пішак · a6 чорний кінь · c6 білий слон · d6 чорний слон · e6 чорний король · f6 чорний слон · g6 чорний кінь · h6 чорний ферзь · c5 білий пішак · d5 білий кінь · e5 білий пішак · h5 біла тура · b4 чорний пішак · d4 білий король · f4 біла тура · b3 білий кінь · d2 чорний пішак · d1 чорна тура | f8 чорна тура · e7 білий пішак · f7 чорний пішак · g7 білий пішак · a6 чорний кінь · c6 білий слон · d6 чорний слон · e6 чорний король · f6 чорний слон · g6 чорний кінь · h6 чорний ферзь · c5 білий пішак · d5 білий кінь · e5 білий пішак · h5 біла тура · b4 чорний пішак · d4 білий король · f4 біла тура · b3 білий кінь · d2 чорний пішак · d1 чорна тура | 3 |
| 2 | f8 чорна тура · e7 білий пішак · f7 чорний пішак · g7 білий пішак · a6 чорний кінь · c6 білий слон · d6 чорний слон · e6 чорний король · f6 чорний слон · g6 чорний кінь · h6 чорний ферзь · c5 білий пішак · d5 білий кінь · e5 білий пішак · h5 біла тура · b4 чорний пішак · d4 білий король · f4 біла тура · b3 білий кінь · d2 чорний пішак · d1 чорна тура | f8 чорна тура · e7 білий пішак · f7 чорний пішак · g7 білий пішак · a6 чорний кінь · c6 білий слон · d6 чорний слон · e6 чорний король · f6 чорний слон · g6 чорний кінь · h6 чорний ферзь · c5 білий пішак · d5 білий кінь · e5 білий пішак · h5 біла тура · b4 чорний пішак · d4 білий король · f4 біла тура · b3 білий кінь · d2 чорний пішак · d1 чорна тура | f8 чорна тура · e7 білий пішак · f7 чорний пішак · g7 білий пішак · a6 чорний кінь · c6 білий слон · d6 чорний слон · e6 чорний король · f6 чорний слон · g6 чорний кінь · h6 чорний ферзь · c5 білий пішак · d5 білий кінь · e5 білий пішак · h5 біла тура · b4 чорний пішак · d4 білий король · f4 біла тура · b3 білий кінь · d2 чорний пішак · d1 чорна тура | f8 чорна тура · e7 білий пішак · f7 чорний пішак · g7 білий пішак · a6 чорний кінь · c6 білий слон · d6 чорний слон · e6 чорний король · f6 чорний слон · g6 чорний кінь · h6 чорний ферзь · c5 білий пішак · d5 білий кінь · e5 білий пішак · h5 біла тура · b4 чорний пішак · d4 білий король · f4 біла тура · b3 білий кінь · d2 чорний пішак · d1 чорна тура | f8 чорна тура · e7 білий пішак · f7 чорний пішак · g7 білий пішак · a6 чорний кінь · c6 білий слон · d6 чорний слон · e6 чорний король · f6 чорний слон · g6 чорний кінь · h6 чорний ферзь · c5 білий пішак · d5 білий кінь · e5 білий пішак · h5 біла тура · b4 чорний пішак · d4 білий король · f4 біла тура · b3 білий кінь · d2 чорний пішак · d1 чорна тура | f8 чорна тура · e7 білий пішак · f7 чорний пішак · g7 білий пішак · a6 чорний кінь · c6 білий слон · d6 чорний слон · e6 чорний король · f6 чорний слон · g6 чорний кінь · h6 чорний ферзь · c5 білий пішак · d5 білий кінь · e5 білий пішак · h5 біла тура · b4 чорний пішак · d4 білий король · f4 біла тура · b3 білий кінь · d2 чорний пішак · d1 чорна тура | f8 чорна тура · e7 білий пішак · f7 чорний пішак · g7 білий пішак · a6 чорний кінь · c6 білий слон · d6 чорний слон · e6 чорний король · f6 чорний слон · g6 чорний кінь · h6 чорний ферзь · c5 білий пішак · d5 білий кінь · e5 білий пішак · h5 біла тура · b4 чорний пішак · d4 білий король · f4 біла тура · b3 білий кінь · d2 чорний пішак · d1 чорна тура | f8 чорна тура · e7 білий пішак · f7 чорний пішак · g7 білий пішак · a6 чорний кінь · c6 білий слон · d6 чорний слон · e6 чорний король · f6 чорний слон · g6 чорний кінь · h6 чорний ферзь · c5 білий пішак · d5 білий кінь · e5 білий пішак · h5 біла тура · b4 чорний пішак · d4 білий король · f4 біла тура · b3 білий кінь · d2 чорний пішак · d1 чорна тура | 2 |
| 1 | f8 чорна тура · e7 білий пішак · f7 чорний пішак · g7 білий пішак · a6 чорний кінь · c6 білий слон · d6 чорний слон · e6 чорний король · f6 чорний слон · g6 чорний кінь · h6 чорний ферзь · c5 білий пішак · d5 білий кінь · e5 білий пішак · h5 біла тура · b4 чорний пішак · d4 білий король · f4 біла тура · b3 білий кінь · d2 чорний пішак · d1 чорна тура | f8 чорна тура · e7 білий пішак · f7 чорний пішак · g7 білий пішак · a6 чорний кінь · c6 білий слон · d6 чорний слон · e6 чорний король · f6 чорний слон · g6 чорний кінь · h6 чорний ферзь · c5 білий пішак · d5 білий кінь · e5 білий пішак · h5 біла тура · b4 чорний пішак · d4 білий король · f4 біла тура · b3 білий кінь · d2 чорний пішак · d1 чорна тура | f8 чорна тура · e7 білий пішак · f7 чорний пішак · g7 білий пішак · a6 чорний кінь · c6 білий слон · d6 чорний слон · e6 чорний король · f6 чорний слон · g6 чорний кінь · h6 чорний ферзь · c5 білий пішак · d5 білий кінь · e5 білий пішак · h5 біла тура · b4 чорний пішак · d4 білий король · f4 біла тура · b3 білий кінь · d2 чорний пішак · d1 чорна тура | f8 чорна тура · e7 білий пішак · f7 чорний пішак · g7 білий пішак · a6 чорний кінь · c6 білий слон · d6 чорний слон · e6 чорний король · f6 чорний слон · g6 чорний кінь · h6 чорний ферзь · c5 білий пішак · d5 білий кінь · e5 білий пішак · h5 біла тура · b4 чорний пішак · d4 білий король · f4 біла тура · b3 білий кінь · d2 чорний пішак · d1 чорна тура | f8 чорна тура · e7 білий пішак · f7 чорний пішак · g7 білий пішак · a6 чорний кінь · c6 білий слон · d6 чорний слон · e6 чорний король · f6 чорний слон · g6 чорний кінь · h6 чорний ферзь · c5 білий пішак · d5 білий кінь · e5 білий пішак · h5 біла тура · b4 чорний пішак · d4 білий король · f4 біла тура · b3 білий кінь · d2 чорний пішак · d1 чорна тура | f8 чорна тура · e7 білий пішак · f7 чорний пішак · g7 білий пішак · a6 чорний кінь · c6 білий слон · d6 чорний слон · e6 чорний король · f6 чорний слон · g6 чорний кінь · h6 чорний ферзь · c5 білий пішак · d5 білий кінь · e5 білий пішак · h5 біла тура · b4 чорний пішак · d4 білий король · f4 біла тура · b3 білий кінь · d2 чорний пішак · d1 чорна тура | f8 чорна тура · e7 білий пішак · f7 чорний пішак · g7 білий пішак · a6 чорний кінь · c6 білий слон · d6 чорний слон · e6 чорний король · f6 чорний слон · g6 чорний кінь · h6 чорний ферзь · c5 білий пішак · d5 білий кінь · e5 білий пішак · h5 біла тура · b4 чорний пішак · d4 білий король · f4 біла тура · b3 білий кінь · d2 чорний пішак · d1 чорна тура | f8 чорна тура · e7 білий пішак · f7 чорний пішак · g7 білий пішак · a6 чорний кінь · c6 білий слон · d6 чорний слон · e6 чорний король · f6 чорний слон · g6 чорний кінь · h6 чорний ферзь · c5 білий пішак · d5 білий кінь · e5 білий пішак · h5 біла тура · b4 чорний пішак · d4 білий король · f4 біла тура · b3 білий кінь · d2 чорний пішак · d1 чорна тура | 1 |
|   | a | b | c | d | e | f | g | h |   |

1. ... D:f4+ 2. S:f4+ ~ 3. gfS#
1. ... S:f4   2. gfS+  ~ 3. S:f4#
1. ... L:e5  2. T:e5+ ~ 3. efS#
1. Kd3! ~ 2. Sd4#
1. ... D:f4   2. gfS+ ~ 3. S:f4#
1. ... S:f4+ 2. S:f4  ~ 3. dfS#
1. ... L:e5  2. efS+ ~ 3. T:e5#